# Höglandstinamo
Höglandstinamo (Nothocercus bonapartei) är en fågel i familjen tinamoer inom ordningen tinamofåglar.

## Utseende och läte
Höglandstinamon är en knubbig hönsliknande fågel, rundare än en duva och med kortare stjärt. Arten liknar mest större tinamo, men hittas på högre höjd. Den är vidare varmare rostbrun under med små beigefärgade fläckar på ryggen och gråare huvud. Lätet består av en serie upprepade nasala toner.

## Utbredning och systematik
Höglandstinamo delas in i fem underarter med följande utbredning:
- bonapartei-gruppen
  - Nothocercus bonapartei bonapartei – förekommer i centrala och östra Anderna i Colombia och i västra Venezuela
  - Nothocercus bonapartei intercedens – förekommer i västra Anderna i Colombia
  - Nothocercus bonapartei discrepans – förekommer vid basen av östra Anderna i Colombia (Tolima och Meta)
  - Nothocercus bonapartei plumbeiceps – förekommer i Anderna i östra Ecuador och det allra nordligaste Peru
- Nothocercus bonapartei frantzii – förekommer i högländerna i Costa Rica och västra Panama

## Levnadssätt
Höglandstinamon hittas på marken i bergsskogar. Den är skygg och svår att få syn på. Fågeln påträffas oftast när den springer bort utmed en stig.

## Status och hot
Arten har ett stort utbredningsområde, men tros minska i antal, dock inte tillräckligt kraftigt för att den ska betraktas som hotad. Internationella naturvårdsunionen IUCN listar arten som livskraftig (LC). Beståndet uppskattas till i storleksordningen 50 000 till en halv miljon vuxna individer.

## Namn
Fågelns vetenskapliga artnamn hedrar den franske ornitologen Charles Lucien Bonaparte, prins av Musignano och Canino, son till Lucien Bonaparte och därmed brorson till kejsar Napoleon I (1803-1857).